# Aida Begić
Aida Begić (Szarajevó, 1976. május 9. –) bosnyák filmrendező, forgatókönyvíró. 2008-ban és 2012-ben Bosznia-Hercegovina az ő filmjét jelölte az Oscar-díj legjobb idegen nyelvű film versenyébe.

## Filmográfia
- 2001: Prvo smrtno iskustvo (rövidfilm) – rendező és forgatókönyvíró
- 2003: Sjever je poludio (rövidfilm) – rendező és forgatókönyvíró
- 2008: Hó (Snijeg) – rendező és forgatókönyvíró
- 2011: Do Not Forget Me, Istanbul – rendező és forgatókönyvíró
- 2012: Szarajevó gyermekei (Djeca) – rendező és forgatókönyvíró
- 2014: Ponts de Sarajevo (dokumentumfilm, Album című epizód)

## Díjai
- 2012: a zsüri külön dicsérete a cannes-i fesztivál Un certain regard szekciójában a Szarajevó gyermekei című filmért